# Port lotniczy Bengaluru
Port lotniczy Bengaluru (IATA: BLR, ICAO: VOBL) – międzynarodowy port lotniczy położony w Devanahalli, 50 km od miasta Bengaluru, w stanie Karnataka, w Indiach. Został otwarty 30 marca 2008, zastępując stary port lotniczy Bangalore.